# 沖縄県営鉄道糸満線
糸満線（いとまんせん）は、現在の沖縄県那覇市にあった国場駅と、糸満市にあった糸満駅を結んでいた、沖縄県営鉄道の鉄道路線。1923年（大正12年）に県営鉄道3番目の路線として開業したが、太平洋戦争末期の1945年（昭和20年）3月に運行を停止。沖縄戦で線路施設が破壊され、そのまま消滅した。

## 路線データ
運行停止時点
- 路線距離：国場 - 糸満 15.0km
- 軌間：762mm
- 駅数：11（起終点駅含む）
- 複線区間：なし（全線単線）
- 電化区間：なし（全線非電化）

## 歴史
- 1923年（大正12年）7月11日 国場 - 糸満間が開業。津嘉山駅・山川駅・喜屋武駅・稲嶺駅・東風平駅・世名城駅・高嶺駅・兼城駅・糸満駅を開設
- 1934年（昭和9年）5月 屋宜原駅を開駅[1]
- 1945年（昭和20年）3月 運行を停止

## 駅一覧
運行停止時点
国場駅（こくば） - 津嘉山駅（つかざん） - 山川駅（やまがわ） - 喜屋武駅（きゃん） - 稲嶺駅（いなみね） - 屋宜原駅（やぎばる） - 東風平駅（こちんだ） - 世名城駅（よなぐすく） - 高嶺駅（たかみね） - 兼城駅（かねぐすく） - 糸満駅（いとまん）

## 接続路線
- 国場駅：沖縄県営鉄道与那原線
- 糸満駅：糸満馬車軌道

## 備考
- 那覇から糸満までは直線距離だと約10km位であるが、糸満線は東に大きく迂回する経路をとっている。また、山川駅 - 稲嶺駅間では当時の有力者で医師・県会議員の大城幸之一が自分の出身地へ線路を曲げたため、南から北へわざわざ戻るような軌道の敷き方がされていた。このカーブは「幸之一カーブ」と呼ばれた。
- 終点の糸満駅は北緯26度7分49 - 50秒の位置にあったと推定され、外地を除くと日本最南端の駅であった[2]。この記録は現在も破られていない（現在の最南端駅は北緯26度11分36秒の沖縄都市モノレール線赤嶺駅）。なお、跡地には駅の便所と見られる構造物が残っている[3]。